# Diasomus
Diasomus là một chi bọ cánh cứng thuộc họ Scarabaeidae.